# او را خرد کن
«او را خرد کن» (به انگلیسی: Rip Her to Shreds)، ترانه‌ای از گروه موسیقی موج نو آمریکایی بلاندی است که در آلبوم هم‌نام گروه، بلاندی (۱۹۷۶) قرار گرفت. در ۱۹۷۷ اولین تک‌آهنگی از بلاندی بود که به وسیلهٔ کریسلیس رکوردز در بریتانیا منتشر می‌شد؛ اگرچه به جدول‌های موسیقی راه نیافت. بی-سایدهای این تک‌آهنگ، «بشخصه» و «اکس-افندر» بودند؛ که هر دو مورد پیش از این به عنوان تک‌آهنگ‌های ای-ساید پخش شده بودند و هر دو نیز در حد متوسط موفق بودند. به عنوان یک حقهٔ تبلیغاتی، این ترانه به عنوان یک تک‌آهنگ ۱۲ اینچی با قیمت ۹۹ پوند نیز پخش شد.
در استرالیا، ترانهٔ «بشخصه» به اشتباه به جای ترانهٔ «او را خرد کن» در برنامهٔ موسیقی ملی کاونت‌داون پخش شد و مورد پسند بینندگان قرار گرفت. کریسلیس، این آهنگ را به عنوان یک تک‌آهنگ در استرالیا پخش کرد و به سرعت به رتبهٔ دو در استرالیا دست یافت؛ که در نتیجهٔ آن استرالیا به اولین کشوری تبدیل شد که بلاندی به تک‌آهنگی موفق دست می‌یافت و آلبوم نیز فروش خوبی داشت. در یک برنامهٔ مستند رادیو بی‌بی‌سی دربارهٔ بلاندی، دبی هری اظهار داشت که این ترانه در مورد آنچه هست که ستون‌های روزنامه‌ای در مورد اشخاص، با زندگی آن‌ها می‌کند. «او را خرد کن» در اولین مجموعهٔ تلفیقی «عظیم‌ترین ترانه‌های» بلاندی، بهترین بلاندی، پخش‌شده در اکتبر ۱۹۸۱، قرار گرفت.

## جدول موسیقی
| جدول (۱۹۷۷) | حد رتبه |
| ----------- | ------- |
| استرالیا    | ۸۱      |

## پیشینهٔ پخش
UK 7", 12" (CHS 2180)‎
1. «Rip Her to Shreds» (دبرا هری، کریس استین) – ۳:۲۲
2. «In the Flesh» (هری، استین) – ۲:۳۳
3. «X-Offender» (هری، ولنتاین) – ۳:۱۴